# Eduardo Suárez (periodista)
Eduardo Suárez es un periodista y productor de televisión cubano, Exvicepresidente de programación de CNN en Español. Nació en La Habana, Cuba y actualmente reside en Miami, Florida. Habla con fluidez español e inglés. Estudió en la Universidad de Cuba.

## Carrera
En sus 30 años de carrera, se ha desempeñado como vicepresidente de Producción y Programación para la cadena Mega TV, y también obtuvo varios cargos (como director, productor, etc.) en Univisión (1980), Telemundo (1993), Discovery Channel Latin America y MGM Latin America (1997). En 2010, fue nombrado vicepresidente de programación de CNN en Español desde la sede en Miami.